# Protaetia coeruleosignata
Protaetia coeruleosignata är en skalbaggsart som beskrevs av Mohnike 1873. Protaetia coeruleosignata ingår i släktet Protaetia och familjen Cetoniidae. Inga underarter finns listade i Catalogue of Life.